# Ozunca-Băi, Covasna
Ozunca-Băi (maghiară Uzonkafürdő) este un sat în comuna Bățani din județul Covasna, Transilvania, România. Se află în partea de nord a județului,  în Depresiunea Ozunca. Stațiune balneoclimaterică de interes local.